# Luis Goytisolo
Luis Goytisolo Gay född 17 mars 1935 i Barcelona, är en katalansk-spansk författare som skriver romaner och noveller på spanska i en postmodernistisk tradition. Han brukar framhållas som metafiktionens stora internationella namn.

## Biografi
Luis Goytisolo är bror till författarna Juan Goytisolo och José Agustín Goytisolo. Han studerade juridik, innan han 1960 greps i Francos Spanien för sin kritik mot regimen. Han frisläpptes efter påtryckningar från omvärlden. Goytisolo debuterade 1958 med romanen Las afueras. I centrum för hans författarskap är narrativ fragmentisering som gestaltning av innehållet, anföringar av andra konstarter (särskilt barockmålare) samt ett flitigt bruk av metaforer. De tidiga verken är utpräglat sociopolitiska och Francokritiska, medan hans senare verk blir mer personliga och handlar i högre grad om den personliga identiteten. De flesta av hans verk utspelas i Barcelona under tidigt 1900-tal, och har resor som centrala motiv.
Hans postmoderna tetralogi Antagonía är en politisk redogörelse för Barcelonas kulturella utveckling under 1950- och 1960-talen; Encyclopedia Britannica anger denna metafiktiva romansvit som hans huvudverk.
Förutom skönlitteratur har Goytisolo skrivit i El Pais om resor han företagit till Asien och USA, samt har gjort Indico, en dokumentärserie för RTVE om resor till Afria.
Goytisolo är sedan 1995 ledamot av Real Academia Española (Spanska akademien).